# Gotthilf Caesar
Gotthilf Caesar (* 9. Juni 1858 in Weimar; † 17. Juli 1932 in Berlin (aufgefunden)) war ein deutscher Porträtmaler und Kalligraf.

## Leben und Wirken
Caesar besuchte das Realgymnasium in Weimar und war später Schüler von Friedrich Preller dem Jüngeren und Franz Joede in Weimar. Danach war er in Schleswig-Holstein tätig, bis ihn die Krankheit seines Vaters zurück nach Weimar rief. In Tiefurt bei Weimar vertrat er des Vaters Stelle als Schlossvogt bis 1884. Danach ging er als Porträtmaler und Kunstkalligraf nach Leipzig. 
Seine wichtigsten Arbeiten sind Tableaux in Kalligrafien ausgeführt als Lehrmittel für Universitäten und Schulen, Vergrößerungen nach Photographien, sowohl nach alten verblichenen als auch nach gezeichneten und photographischen Motiven Verstorbener.
Caesar wurde am 17. Juli 1932 tot in seiner Wohnung in Berlin-Charlottenburg aufgefunden. Der genaue Todeszeitpunkt konnte nicht ermittelt werden. Er war verheiratet mit Helene geb. Hertel.